# Poświęcenie pól
Zasugerowano, aby zintegrować ten artykuł z artykułem Dni błagalne. Nie opisano powodu propozycji integracji.

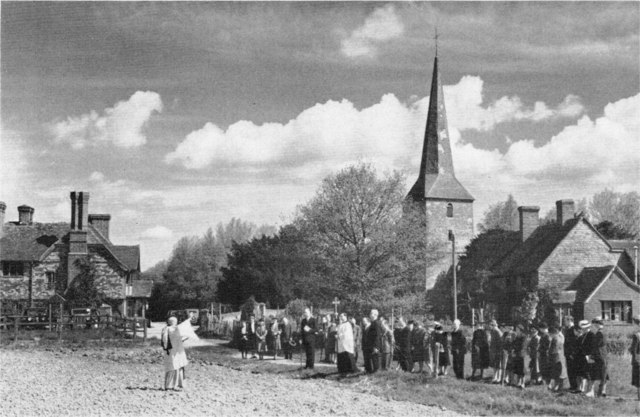
Ceremonia święcenia pól w miejscowości Hever, Kent.

Poświęcenie pól, błogosławienie pól – obrzęd chrześcijański będący wyrazem wiary w Bożą Opatrzność odprawiany w okresie intensywnego wzrostu roślin, łączony ze wspomnieniem św. Marka Ewangelisty (25 kwietnia) i św. Izydora (10 maja) - patrona rolników, lub sprawowany w dni modlitw o urodzaj przed uroczystością Wniebowstąpienia Pańskiego. Na skutek przemian kulturowych i społecznych polskiej wsi zwyczaj ten praktycznie uległ zapomnieniu.